# بازگیر (مینودشت)
بازگیر، روستایی است از توابع بخش مرکزی شهرستان مینودشت در استان گلستان ایران است.

## جمعیت
این روستا در دهستان چهل‌چای قرار داشته و بر اساس سرشماری سال ۱۳۸۵ جمعیت آن ۸۰۸ نفر (۲۰۲ خانوار)
بوده است.